# Ignazio Delogu
Ignazio Delogu (Alghero, 5 novembre 1928 – Bitonto, 28 luglio 2011) è stato uno scrittore e traduttore italiano.

## Biografia
Ignazio Delogu è stato uno studioso di letteratura spagnola, catalana e latino-americana, uno scrittore e poeta e un attivo protagonista della vita culturale italiana.
Dopo gli esordi presso l'Università di Roma La Sapienza, ha insegnato Letteratura spagnola presso diversi atenei, ed in particolare presso l'Università di Bari, fino ad approdare all'Università di Sassari.
Ignazio Delogu nella sua vita ha svolto diversi lavori, tanto che il suo amico e poeta Mario Lunetta lo aveva definito personalità multipla: narratore e poeta (in lingua sia sarda che italiana), saggista, traduttore, inviato speciale, interprete internazionale, militante in difesa dei diritti umani, nonché docente di letteratura spagnola e catalana.
È stato curatore e traduttore di alcuni tra i maggiori scrittori e poeti classici e moderni spagnoli, latino-americani e catalani, tra cui Pablo Neruda, Rafael Alberti, José Carlos Mariátegui e di Ernesto Che Guevara il quale conosceva di persona e con il quale coltivava una grande amicizia. L'amicizia per Pablo Neruda lo portò anche a convincere Luigi Granetto a pubblicare preziosi inediti nel volume edito dalla Lato Side, Poesie e scritti in Italia.
Ha scritto numerosi testi letterari e poesie, spesso sperimentando nuovi linguaggi.
È infine stato un assiduo pubblicista, anche in relazione alla dimensione politica degli argomenti trattati, ed ha collaborato con numerosi quotidiani, tra cui L'Unità, e varie riviste italiane.
Nel 1992 ha vinto il Premio Dessì per la poesia con Oscura Notizia.

## Celebrazioni
In sua memoria, è stato fatto un documentario Ignazio, storie di lotta, d’amore e di lavoro, per la regia di Marco Antonio Pani e promosso dalla Fondazione Enrico Berlinguer e la Fondazione Basso. Il documentario è stato presentato al Museo della memoria e dei diritti umani di Santiago del Cile il 6 Settembre del 2023. In quell'occasione si è anche svolto un concerto degli Inti-Illimani, cui Delogu diede fondamentale assistenza quando, a seguito del colpo di stato cileno dell'11 Settembre 1973, si ritrovarono improvvisamente esuli in Europa.
Lo stesso documentario è stato anche presentato il 29 Novembre 2023 a Monserrato (Cagliari) alla presenza del regista.

## Opere

### Narrativa
- Specchio vegetale, disegni di Salvatore Provino, Roma, 1980
- Tre racconti postgotici, Roma 1980
- Elegia corporale, Le parole gelate, Roma 1986
- Lo strano Sig. Hérmes e La carrozza dell'Imperatore, Empoli 1988
- L'Amico Natta, Il lettore di provincia, Faenza 1990
- Oscura Notizia, con disegni originali di Giovanni Canu, Nemapress, Alghero 1992
- Una città una strada, Edes, Sassari 1993
- Una città una strada e altri racconti, Edes, Sassari, 1999
- La luna di via Ramai, La nuova Sardegna, Sassari 2003
- Arde il mare, Ellis Edizioni, Bari 2008

### Altro
- Sciola, [S.l. : s.n., 1985?] (Cagliari : STEF)
- Fèminas de Orgòsolo: òpera de teatru, Innassiu De Logu; duas poesias de Frantziscu Màsala; unu càntigu de Ica Cherchi, Nùgoro : Papiros, 1988
- Quattro elegie e un'ode dimenticata, [S.l. : s.n., 199.] (Sassari : TAS)
- Il condaghe di San Pietro di Silki: testo logudorese inedito dei secoli 11.-13., pubblicato da Giuliano Bonazzi, traduzione, introduzione, note e glossario a cura di Ignazio Delogu, Dessi, Sassari 1997
- A boghe sola, Edes, Sassari 2000
- Arrejonos cun Billia e altre poesie, [S. l.]: Le parole gelate, 2000
- Metropolis, Boetti e c., Mondovì 2000
- Dizionario di autori sardi moderni e contemporanei e delle loro opere in lingua sarda e italiana (Narrativa e poesia) Ignazio Delogu, presentazione di Manlio Brigaglia; con la collaborazione di Salvatore Tola, Editoria & stampa, Sassari 2004

### Saggistica
- Il dialogo alla prova: cattolici e comunisti italiani, a cura di Mario Gozzini, Vallecchi, Firenze 1964
- 30 anni di Spagna, a cura di Ignazio Delogu e Cesare Colombo, Associazione Nazionale Partigiani d'Italia, Roma 1969
- Rafael Alberti, La nuova Italia, Firenze 1972
- La via europea al socialismo, scritti di Enrico Berlinguer, Georges Marchais, Santiago Carrillo; con contributi di Ceausescu... <et al.> a cura di Ignazio Delogu, Newton Compton, Roma 1976
- Per conoscere Rafael Alberti, Mondadori, 1977
- Il mare nella poesia di Rafael Alberti: note per una ricerca, Arion: versi sciolti del mare di Rafael Alberti, Mazara del Vallo, 1982 (Marsala : Edigraf)
- L'opposizione sarda: alle origini di una questione, presentazione di Attilio Marinari, Edizioni del Centro Dorso, Avellino 1986
- Carbonia: utopia e progetto, V. Levi, Roma 1988
- Salvatore Fancello, prefazione di Giulio Carlo Argan; testi di Salvatore Naitza, Ignazio Delogu, testimonianze di Salvatore Fiume, Costantino Nivola, Ilisso, Nuoro 1988
- Pablo Neruda e l'Italia (1949-1973), Marotta e Cafiero, 2007
- Pablo Neruda in Italia. Luoghi, lettere, poesie, Ibiskos Ulivieri, 2008
- Improbabile viola, precetti sulla poesia: Solone, V. Huidobro, R. Alberti, J. Larrea, Ibiskos, Empoli 2003
- Carbonia: storia di una città, Tema, Cagliari 2003
- Gente di Sassari e dintorni, Ellis, Cassano delle Murge 2010
- Parallelo sud: Patagonia tragica, Terra del fuoco e altri orizzonti, Ellis, Cassano delle Murge 2010

### Curatele e traduzioni
- Benito Pérez Galdós, Trafalgar, Editori riuniti, Roma 1961
- Rui Facó, Brasile 20. secolo, Editori riuniti, Roma 1962
- Franklin Franco Pichardo, Santo Domingo, Editori riuniti, Roma 1966
- Rainer Werner, Beethoven, traduzione di Enzo Funaioli. José Maria Moreno Galvàn, Goya, traduzione di Ignazio Delogu, Compagnia edizioni internazionali, Roma Milano 1967
- Michel Sakka, Vietnam: guerra chimica e biologica, prefazione di Lelio Basso, Veutro, Roma 1969
- German Guzman Campos, La violenza in Colombia, testo e traduzione a cura di Ignazio Delogu, prefazione di Corrado Corghi, Veutro, Roma 1969
- Jesus Lopez Pacheco, Delitti contro la speranza, versioni, introduzione e note di Ignazio Delogu, Guanda, Parma 1970
- Santiago Carrillo, La crisi del franchismo, a cura di Ignazio Delogu, Editori riuniti, Roma 1971
- Poeti spagnoli per la libertà, presentazione di Carlo Levi, introduzione, traduzione, note di Ignazio Delogu, Roma 1972
- Luis Corvalan Lepe, Il Cile tra rivoluzione e reazione, prefazione di Gian Carlo Pajetta, Editori Riuniti, Roma 1973
- José Carlos Mariategui, Lettere dall'Italia e altri scritti, Editori riuniti, Roma 1973
- Inti-Illimani, Canti di lotta, d'amore e di lavoro, introduzione di Jorge Coulón, cura e traduzione di Ignazio Delogu, Newton Compton, Roma 1977
- Rafael Alberti,
  - Gli 8 nomi di Picasso e non dico più di ciò che non dico (1966-1971), con dediche di Picasso e 6 liricografie dell'autore, Grafica Internazionale, Roma 1971
  - Alla pittura: poema del colore e della linea 1945-1952, disegni e collages dell'autore, Editori riuniti, Roma 1971
  - Disprezzo e meraviglia. Introduzione, traduzione e note di Ignazio Delogu, Editori Riuniti, 1972
  - Il quartiere dei profeti: saggi e racconti 1929-1960, De Donato, Bari 1974
  - Cile nel cuore; Omaggio internazionale a Pablo Neruda, a cura di Ignazio Delogu, Newton Compton, Roma 1977
  - Poesie: tra il garofano e la spada, Newton Compton, Roma 1977
- Pablo Neruda
  - Elegia dell'assenza, con una poesia di Rafael Alberti, Editori Riuniti, Roma 1973
  - Incitamento al nixonicidio e elogio della rivoluzione cilena, Editori riuniti, Roma 1973
  - Poesie e scritti in Italia, a cura di Ignazio Delogu, Lato Side, Roma, 1981
  - Napoli-Capri 1952/1979, a cura di Ignazio Delogu e Alessandra Riccio, Napoli, Cooperativa Editrice Sintesi, 1980
  - I "Versi del capitano" ed altre carte di Pablo Neruda, Le parole gelate, Ampezzo 1996
- Gabriel García Márquez, Occhi di cane azzurro, Newton Compton, Roma 1978
- Il sangue e la parola: poesie dal carcere e dai "lager", dall'interno del Cile e dall'esilio, Napoleone, Roma 1978
- Violeta Parra, Canzoni, introduzione di Patricio Manns; discografia cronologica di Hugo Arevalo; cura e traduzione di Ignazio Delogu, Newton Compton, Roma 1979
- Federico García Lorca, Sonetti dell'amore oscuro, con i disegni di Pino Caccamo, Rossi Spera, Roma 1985
- Romancero general de la guerra de España, 1936-39, poesie scelte con testo a fronte a cura di Ignazio Delogu, Ibiskos, Sovigliana, Vinci 1989
- Francisco Ayala, Il pugilatore e un angelo, saggio critico e traduzione di Ignazio Delogu, Ibiskos, Vinci 1991
- Josep Pla, Cara Italia: lettere e cartoline di un tempo che fu, traduzione dal catalano a cura di Antoni Arca; prologo di Ignazio Delogu, EDES, Sassari 1994
- Poeti catalani del 20. secolo, Astra, Quartu S. Elena, Erbafoglio 1994
- Max Aub, Barcellona brucia, Editori riuniti, Roma 1996
- Ernesto Che Guevara,
  - Diario della rivoluzione cubana, Grandi tascabili economici Newton, Roma 1996
  - Il sogno rivoluzionario, con un saggio sul mito del Che di Giovanni Sole, introduzioni di Dario Puccini, José Soto, Ignazio Delogu, Newton & Compton, Roma 2000
  - Sulla Sierra con Fidel: cronache della rivoluzione cubana, prefazione di Saverio Tutino; Editori Riuniti, Roma 2005
- La terra delle mille danze: il racconto cubano di oggi, antologia di autori cubani, a cura di Francisco López Sacha, traduzione di Ignazio Delogu, Ibiskos, Empoli 1999
- Umberto Maria di Giacomo, Io ci sono: poesie (I do exist - moi je suis là - aquí estoy) prefazione di Romano Battaglia, traduzioni di Lorena Peruggia, Claudia Malizia e Ignazio Delogu; illustrazioni di Walter Torlontano, Ibiskos, Empoli 2005